# 封丘县
封丘县是中国河南省新乡市下辖的一个县。縣人民政府駐城关镇。
封丘歷史文化底藴厚重，是千年古縣，古為封父國，置縣於西漢，因漢高祖劉邦為答謝翟母在其落難時的贈飯之恩欽封“丘地”而得名。

## 历史
封丘为“古封父之国”，丘，坟墓也，封丘即封父坟墓的所在地。封父是炎帝的后裔。
汉高祖时置封丘县，不久又析置平丘县。元狩五年（公元前118年），封丘属兖州陈留郡。西晋初，撤平丘县，并入封丘。
北魏太平真君九年（公元448年），撤封丘归并酸枣。北魏景明二年（公元501年），恢复封丘县建置。北齐高洋建国（公元550年）二废封丘。
隋开皇十六年（公元596年）恢复建置。
唐武德元年（公元618年）废封丘，置守节县。次年恢复建置。唐初，封丘属河南道汴州陈留郡。五代袭唐制。
公元960年，赵匡胤在封丘陈桥驿发动陈桥兵变，黄袍加身。北宋封丘属京畿路开封府。
金归南京路开封府。元属河南江北行省汴梁路。
明属河南布政使司开封府。清因明制。乾隆四十一年（公元1776年）划归卫辉府。
民国初，废府制，封丘县直属河南省，民国五年（1916年）省下设道，封丘归河北道。民国十三年（1924年）撤道归省。民国二十一年（1932年）全省划分为11个行政区，归第四行政区。民国二十六年（1937年）日寇占据封丘，日伪在省下设道，归豫北道。1945年8月日本投降，仍恢复原建制，封丘仍属第四行政区濮阳专员公署。1946年初，原卫南县（今滑县）西南部、文岩渠北的15个自然村从卫南县划归封丘县。
1949年归平原省濮阳专署。1954年濮阳专署撤销，划归新乡地区。1964年5月，长垣县赵岗公社29个自然村划归封丘县。1986年，新乡地区更名为新乡市，属新乡市辖县。

## 行政区划
封丘县下辖13个镇、5个乡、1个民族乡：
城关镇、黄陵镇、黄德镇、应举镇、陈桥镇、赵岗镇、留光镇、潘店镇、李庄镇、陈固镇、居厢镇、鲁岗镇、尹岗镇、城关乡、荆乡回族乡、王村街道、荆宫乡、曹岗乡和冯村乡。

## 地理
封丘县位于河南省东北，华北平原中部，地处黄河故道。东临长垣县，南隔黄河与开封市相望，西靠延津县、原阳县，北接滑县。
封丘地势平坦，地貌复杂，沙岗、平原、洼地兼有，黄河大堤以南滩地较高，其余地势低洼。地势由西南向东北倾斜。海拔65－72.5米。黄河从县南和县东流过，境内流长56公里，均为地上“悬河”，引黄灌溉非常便利（仅县南及县东部分地区）。过境渠有天然渠、文岩渠，两渠水资源每年平均1.13亿立方米。
封丘县属暖温带大陆性季风气候。1月平均气温-1.0℃。7月份平均气温27.2℃。年平均气温13.9℃。年平均降水量615.1毫米。无霜期214天。

## 人口
根據第七次人口普查數據，截至2020年11月1日零時，封丘縣常住人口704532人。全縣共有家庭户214514户，集體户5306户，家庭户人口為663583人，集體户人口為40949人。男性人口為356130人，佔50.55%；女性人口為348402人，佔49.45%。
第五次人口普查数据719510；除汉族外，有回族、满族、朝鲜族、蒙古族、苗族等，其中回族占总人口的2%。

## 经济
农业主要种植小麦、水稻和玉米等，是全国100个商品粮生产基地之一，金银花为重要经济作物；工业已形成了建材、化工、食品加工、酿酒、机械制造等门类，同时封丘也是中国重要的皮毛集散地之一。

## 特产
- 封丘树莓：中國国家地理标志产品。
- 封丘金银花：中國国家地理标志产品。

## 名人
- 王希哲：同德堂國藥董事長，慈善家( 資料來源：< 中原風物志 >頁二六六

- 鹿晗[2]
- 刘国梁